# Belenska gora
Belenska gora este o arie protejată (arie specială de conservare — SAC, sit de importanță comunitară — SCI) din Bulgaria întinsă pe o suprafață de 5.041,7 ha, integral pe uscat.

## Localizare
Centrul sitului Belenska gora este situat la coordonatele 43°22′56″N 25°46′23″E / 43.3822°N 25.7731°E.

## Înființare
Situl Belenska gora a fost declarat sit de importanță comunitară în martie 2007 pentru a proteja 10 specii de animale. Situl a fost protejat și ca arie specială de conservare în august 2020.

## Biodiversitate
Situată în ecoregiunea continentală, aria protejată conține 8 habitate naturale: Pajiști uscate seminaturale și facies de acoperire cu tufișuri pe substraturi calcaroase (Festuco-Brometalia) (* situri importante pentru orhidee), Păduri pe pante, grohotișuri și ravene de Tilio-Acerion, Păduri aluvionare cu Alnus glutinosa și Fraxinus excelsior (Alno-Padion, Alnion incanae, Salicion albae), Păduri panonice cu Quercus petraea și Carpinus betulus, Păduri panonice cu Quercus pubescens, Păduri stepice euro-siberiene cu Quercus spp., Păduri panonice-balcanice de stejar turcesc - stejar sesil, Păduri de tei argintiu moezice.
La baza desemnării sitului se află mai multe specii protejate:
- amfibieni (1): buhai de baltă cu burta roșie (Bombina bombina)
- mamifere (3): lupul (Canis lupus), liliacul mare cu potcoavă (Rhinolophus ferrumequinum), dihor pătat (Vormela peregusna)
- nevertebrate (5): croitorul mare al stejarului (Cerambyx cerdo), rădașcă (Lucanus cervus), croitorul cenușiu al stejarului (Morimus funereus), Rosalia alpina, Unio crassus
- reptile (1): Elaphe sauromates

Pe lângă speciile protejate, pe teritoriul sitului au mai fost identificate 8 specii de nevertebrate.